# Jakob Orlov
Jakob Orlov est un footballeur suédois, né le 15 mars 1986 à Skövde en Suède. Il évolue comme attaquant.

## Biographie
Deuxième meilleur buteur de Div 1 Södra 2009 avec Skövde AIK (16 buts, aucun pénalty), Jakob Orlov est recruté par Gefle en fin de saison 2009, alors que les dirigeants du club himmels-blå le suivaient depuis près de deux ans.
Remplaçant lors de la 1re journée du championnat 2010 (il entre à la place d'Alexander Gerndt, meilleur buteur du championnat 2010), il obtient sa première titularisation lors de la 3e journée, face à Malmö, mais ne peut éviter le naufrage des siens à domicile face au futur champion de Suède (défaite 1-3).
Lors de la 8e journée du championnat, il inscrit son premier but sous ses nouvelles couleurs sur le terrain de Brommapojkarna (sur une passe de Gerndt, défaite 2-1) mais doit attendre la 16e journée pour ouvrir son compteur personnel à domicile (face à Trelleborgs FF sur une passe de Daniel Bernhardsson, défaite 1-3). 
Barré par Gerndt en attaque, il profite à plein du départ de ce dernier en cours de saison pour Helsingborg pour augmenter son temps de jeu et son efficacité. Ainsi, sur les neuf buts qu'il marque cette année-là, huit l'ont été après le départ de Gerndt en Scanie.

## Palmarès

### Distinctions individuelles
- Meilleur buteur de Skövde AIK 2008 (13 buts) et 2009 (16 buts)
- Deuxième meilleur buteur de Div 1 Södra en 2009 (16 buts)